# Audyt wiedzy
Audyt wiedzy przedsiębiorstwa oznacza analizę i ocenę organizacyjnej wiedzy z punktu widzenia jej użyteczności oraz możliwości osiągnięcia przewagi konkurencyjnej dzięki jej wykorzystaniu w organizacji.
Przy tego rodzaju audycie, ważna jest umiejętność oceny tak zwanej wiedzy jawnej (explicit) oraz wiedzy cichej, ukrytej (tacit), którą znacznie trudniej poddać ocenie i kontroli. Wiedza jawna jest niezależna od człowieka, a więc jest bardziej obiektywna w przeciwieństwie do wiedzy ukrytej, która ma charakter subiektywny, wynikający z doświadczeń człowieka. Zawiera ona myślowy komponent, który wpływa na sposób percepcji otaczającego nas świata. Wiedza ukryta nie może być sformalizowana, udokumentowana lub komunikowana innym w taki sam sposób, jak wiedza jawna, np. przy pomocy narzędzi teleinformatycznych, takich jak intranet, wiadomości, dokumentacja przedsiębiorstwa, czy spisane procedury. Wiedza ukryta jest niekodowalna, jednak pomimo tego, w znacznie większym stopniu wpływa ona na tworzenie nowej wiedzy i innowacji.

## Cele
Audyt wiedzy ma charakter analityczny, a zasadniczym jego celem jest m.in.:
- pomoc organizacji w określeniu kluczowych zasobów niematerialnych, by móc realizować cele organizacji i pracowników w niej zatrudnionych;
- określenie, która wiedza jest efektywnie zarządzana, a gdzie potrzebne są działania usprawniające;
- analiza, w jaki sposób wiedza przemieszcza się w organizacji i jak jest wykorzystywana;
- stworzenie mapy (map przekrojowych) wiedzy, pozwalającej ocenić, jaka wiedza jest w organizacji i gdzie istnieje, oraz ujawnić zarówno luki, jak i powtórzenia;
- diagnoza wiedzy jawnej i ukrytej (cichej) w organizacji: wiedza jawna znajduje się w dokumentacji, stronach internetowych, e-mailach, notatkach itp.; wiedza ukryta znajduje się w głowach pracowników – w wyniku relacji interpersonalnych, zachodzących w firmie procesów, istniejącej wiedzy, systemów informacyjnych, otoczenia i kontekstu może zostać uzewnętrzniona i stać się wiedzą jawną;
- inwentarz wiedzy i określenie sposobów jej pomiaru – stanowi on wykaz aktywów wiedzy, pozwalając im stać się bardziej widocznymi, a zatem bardziej wymiernymi;
- ujawnienie niewykorzystanego potencjału wiedzy znajdującej się w organizacji;
- wskazanie źródeł wiedzy, a także blokad, które mogą się pojawić w procesie wymiany i dzielenia się wiedzą;
- dostarczenie informacji pomocnych w zainicjowaniu kompleksowego systemu zarządzania wiedzą.